# Ruehl No.925
Ruehl No.925 war von 2004 bis 2010 ein US-Modeunternehmen im Besitz von Abercrombie & Fitch. 
Die Marke Ruehl wurde 2004 gegründet und nur über die konzern-eigenen Vertriebswege angeboten. Die ersten drei Ruehl-Geschäfte wurden zeitgleich am 7. September 2004 in Kalifornien eröffnet, später folgten weitere rund 20 Läden und ein Onlineshop. Eine Besonderheit der Ladengeschäfte war, dass sie – selbst innerhalb von Shopping Malls – wie Privatwohnhäuser mit Klinker-Fassade und mehreren Zimmern sowie ohne Schaufenster mit Auslage aufgemacht waren.
Nr. 925 stand für eine fiktive Hausnummer der Greenwich Street (die tatsächliche Straße endet bei Hausnummer 800) in New York City. Für die Marke war eine eigene Pseudo-Firmengeschichte erarbeitet worden, worin der Name Ruehl einer deutschen Auswandererfamilie im 19. Jahrhundert gehörte. Die Kollektion von Ruehl ähnelte im Stil der von Abercrombie, war jedoch für ein etwas älteres Publikum bestimmt (ca. 22–35 Jahre), etwas hochwertiger gestaltet und sollte mit Marken wie Banana Republic oder J.Crew konkurrieren. Die Preise lagen zu Beginn ca. 30 Prozent über den Preisen der Abercrombie-Hauptmarke, wurden nach Beschwerden von Kunden jedoch auf ca. 10–15 % oberhalb der Preise von Abercrombie reduziert. Als Logo wurde eine französische Bulldogge verwendet (Genannt: Trubble, abgeleitet von dem englischen Wort: trouble für ‚Ärger‘, ‚Plage‘), oder einfach der Buchstabe „R“. Ruehl war nur in den USA aktiv. 
Im Frühjahr 2009 gab der Konzern Abercrombie & Fitch Co. bekannt, die Marke Ruehl No. 925, und damit alle 29 Ruehl-Geschäfte, bis Ende Januar 2010 (Ende des Geschäftsjahres von A&F) wegen mangelnder Umsätze aufzugeben. Die Läden wurden von Abercrombie & Fitch selbst oder von Gilly Hicks, einer weiteren Tochtergesellschaft von Abercrombie & Fitch für Damenwäsche und -bekleidung, übernommen.